# Seven Sudamericano Femenino 2010
El Seven Sudamericano Femenino del 2010 se disputó en Mar del Plata, Argentina del 5 al 7 de enero. El equipo de Brasil se coronó campeón luego de vencer en la final a Colombia por 17 a 0. Como es habitual se jugó paralelamente al Seven Masculino y además, en esta oportunidad, también con el Seven Internacional de Mar del Plata 2010.

## Equipos participantes
- Selección femenina de rugby 7 de Argentina (Las Pumas)
- Selección femenina de rugby 7 de Brasil (Las Vitória-régia)
- Selección femenina de rugby 7 de Chile (Las Cóndores)
- Selección femenina de rugby 7 de Colombia (Las Tucanes)
- Selección femenina de rugby 7 de Paraguay (Las Yacarés)
- Selección femenina de rugby 7 de Perú (Las Tumis)
- Selección femenina de rugby 7 de Uruguay (Las Teras)
- Selección femenina de rugby 7 de Venezuela (Las Orquídeas)

## Clasificación[5]

### Grupo A

#### Posiciones
| Pos. | Equipo  | Encuentros | Encuentros | Encuentros | Encuentros | Tantos  | Tantos    | Tantos     | Puntos |
| Pos. | Equipo  | jugados    | ganados    | empatados  | perdidos   | a favor | en contra | diferencia | Puntos |
| ---- | ------- | ---------- | ---------- | ---------- | ---------- | ------- | --------- | ---------- | ------ |
| 1    | Brasil  | 3          | 3          | 0          | 0          | 103     | 0         | + 103      | 9      |
| 2    | Uruguay | 3          | 2          | 0          | 1          | 53      | 34        | + 19       | 6      |
| 3    | Chile   | 3          | 1          | 0          | 2          | 32      | 46        | - 14       | 3      |
| 4    | Perú    | 3          | 0          | 0          | 3          | 0       | 108       | - 108      | 0      |

Nota: Se otorgan 3 puntos al equipo que gane un partido, 1 al que empate y 0 al que pierda
|  | Clasificados a Semifinales de Oro |

|  | Clasificados a Semifinales de Bronce |

#### Resultados
| 5 de enero | Uruguay | 17 - 5 | Chile | cancha de Unión del Sur, Mar del Plata, Argentina |  |

| 5 de enero | Brasil | 45 - 0 | Perú | cancha de Unión del Sur, Mar del Plata, Argentina |  |

| 5 de enero | Uruguay | 36 - 0 | Perú | cancha de Unión del Sur, Mar del Plata, Argentina |  |

| 5 de enero | Brasil | 29 - 0 | Chile | cancha de Unión del Sur, Mar del Plata, Argentina |  |

| 5 de enero | Chile | 27 - 0 | Perú | cancha de Unión del Sur, Mar del Plata, Argentina |  |

| 6 de enero | Brasil | 29 - 0 | Uruguay | Estadio José María Minella, Mar del Plata, Argentina |  |

### Grupo B

#### Posiciones
| Pos. | Equipo    | Encuentros | Encuentros | Encuentros | Encuentros | Tantos  | Tantos    | Tantos     | Puntos |
| Pos. | Equipo    | jugados    | ganados    | empatados  | perdidos   | a favor | en contra | diferencia | Puntos |
| ---- | --------- | ---------- | ---------- | ---------- | ---------- | ------- | --------- | ---------- | ------ |
| 1    | Colombia  | 3          | 3          | 0          | 0          | 64      | 12        | + 52       | 9      |
| 2    | Argentina | 3          | 2          | 0          | 1          | 69      | 21        | + 48       | 6      |
| 3    | Venezuela | 3          | 1          | 0          | 2          | 24      | 47        | - 23       | 3      |
| 4    | Paraguay  | 3          | 0          | 0          | 3          | 7       | 84        | - 77       | 0      |

Nota: Se otorgan 3 puntos al equipo que gane un partido, 1 al que empate y 0 al que pierda
|  | Clasificados a Semifinales de Oro |

|  | Clasificados a Semifinales de Bronce |

#### Resultados
| 5 de enero | Venezuela | 5 - 12 | Colombia | cancha de Unión del Sur, Mar del Plata, Argentina |  |

| 5 de enero | Argentina | 34 - 0 | Paraguay | cancha de Unión del Sur, Mar del Plata, Argentina |  |

| 5 de enero | Venezuela | 19 - 7 | Paraguay | cancha de Unión del Sur, Mar del Plata, Argentina |  |

| 5 de enero | Argentina | 7 - 21 | Colombia | cancha de Unión del Sur, Mar del Plata, Argentina |  |

| 5 de enero | Colombia | 31 - 0 | Paraguay | cancha de Unión del Sur, Mar del Plata, Argentina |  |

| 6 de enero | Argentina | 28 - 0 | Venezuela | Estadio José María Minella, Mar del Plata, Argentina |  |

## Play-off

### Semifinales[6]

#### Semifinales de Bronce
| 6 de enero | Chile | 19 - 0 | Paraguay | Estadio José María Minella, Mar del Plata, Argentina |  |

| 6 de enero | Venezuela | 36 - 0 | Perú | Estadio José María Minella, Mar del Plata, Argentina |  |

#### Semifinales de Oro
| 6 de enero | Brasil | 22 - 7 | Argentina | Estadio José María Minella, Mar del Plata, Argentina |  |

| 6 de enero | Colombia | 7 - 5 | Uruguay | Estadio José María Minella, Mar del Plata, Argentina |  |

### Finales

#### 7º puesto
| 7 de enero | Perú | 5 - 15 | Paraguay | Estadio José María Minella, Mar del Plata, Argentina |  |

#### Final de Bronce
| 7 de enero | Chile | 10 - 5 | Venezuela | Estadio José María Minella, Mar del Plata, Argentina |  |

#### Final de Plata
| 7 de enero | Argentina | 12 - 14 | Uruguay | Estadio José María Minella, Mar del Plata, Argentina |  |

#### Final de Oro
| 7 de enero | Brasil | 17 - 0 | Colombia | Estadio José María Minella, Mar del Plata, Argentina |  |

| Bandera de Brasil |
| Campeón Brasil    |
| Sexto título      |

## Posiciones finales[8]
| Posición | Selección |
| -------- | --------- |
| 1        | Brasil    |
| 2        | Colombia  |
| 3        | Uruguay   |
| 4        | Argentina |
| 5        | Chile     |
| 6        | Venezuela |
| 7        | Paraguay  |
| 8        | Perú      |